# Nurses' Health Study
 Nurses' Health Study (Дослідження здоров'я медсестер)  — одне з наймасштабніших когортних досліджень у сфері епідеміології, спрямоване на аналіз впливу способу життя, харчування, екологічних та медичних факторів на здоров'я жінок. Дослідження розпочате у 1976 році Гарвардською школою громадського здоров'я та триває досі.

### Історія дослідження
NHS складається з трьох когортних досліджень:
- NHS I (1976) — охопило 121 700 медсестер віком 30–55 років. Спочатку зосереджувалося на впливі гормонозамісної терапії та куріння на здоров'я
- NHS II (1989) — досліджувало молодшу когорту (116 429 осіб, 25–42 роки), з акцентом на харчування, фізичну активність та репродуктивне здоров'я
- NHS III (2010) — включило студенток-медиків та чоловіків, зосереджуючись на екологічних факторах і нових ризиках захворювань

### Основні відкриття

#### Фактори способу життя та здоров'я
- Куріння та рак: підтверджено зв'язок між палінням та раком легенів, а також користь від припинення куріння
- Фізична активність: регулярні вправи знижують ризик серцево-судинних захворювань і діабету 2 типу
- Дієта та серцеві захворювання: споживання трансжирів підвищує ризик ішемічної хвороби серця, тоді як середземноморська дієта його знижує

#### Гормональна терапія та рак
- Доведено, що тривале використання гормонозамісної терапії (HRT) підвищує ризик раку молочної залози та серцево-судинних захворювань

#### Екологічні фактори та здоров'я
- Виявлено зв'язок між забрудненням повітря та підвищеним ризиком інсульту та серцевих хвороб

### Значення дослідження для України
В Україні немає дослідження, аналогічного NHS, однак його результати активно використовуються у національних програмах охорони здоров'я:
1. Українські національні програми профілактики захворювань
  - Профілактика серцево-судинних захворювань. Дані NHS лягли в основу рекомендацій МОЗ України щодо впливу фізичної активності та харчування
  - Контроль куріння. Дослідження NHS використовувалися при розробці антитютюнових законів України
  - Профілактика онкологічних захворювань. Інформація про зв'язок гормонозамісної терапії з раком грудей врахована у рекомендаціях НІР (Національного інституту раку України)
2. Українські епідеміологічні дослідження
  - «СЕРЦЕ України» — дослідження Національного інституту серцево-судинної хірургії ім. Амосова, що аналізувало фактори ризику серцево-судинних захворювань серед жінок
  - Українське когортне дослідження здоров'я жінок — дослідження впливу способу життя та репродуктивних факторів на здоров'я українських жінок

### Зовнішні посилання
1. МОЗ України. Національна стратегія контролю над тютюном. https://moz.gov.ua/uk
2. Український центр контролю над тютюном. Реформа антитютюнової політики України.https://center-life.org
3. Національний інститут раку України. Профілактика раку молочної залози. https://unci.org.ua/
4. Nurses' Health Study
5. Національний інститут серцево-судинної хірургії ім. Амосова. Дослідження «СЕРЦЕ України». https://amosovinstitute.org.ua/
6. European Society of Cardiology (ESC). Women's Cardiovascular Health & Prevention Strategies. https://www.escardio.org/
7. U.S. Food and Drug Administration (FDA). Trans Fat Ban & Cardiovascular Disease Prevention. https://www.fda.gov/
8. World Health Organization (WHO). Global NCD Action Plan: Reducing Chronic Disease Risks. https://www.who.int/